# Martin Fischer (Komponist)
Martin Fischer (* 11. November 1955 in Seewalchen am Attersee, Österreich als Martin Schwarzenlander) ist ein österreichischer Komponist und Journalist.

## Leben
Fischer wurde im oberösterreichischen Salzkammergut geboren und studierte am Mozarteum Salzburg Kontrabass, Musiktheorie und elektroakustische Komposition, sowie Kontrabass und Komposition an der Folkwang Hochschule in Essen. In den 1980er Jahren machte er mit elektroakustischen Werken in Wien auf sich aufmerksam. In den Jahren 1986/87 war er Herausgeber der Zeitschrift KompAkt 23 der Internationalen Gesellschaft für Neue Musik (IGNM). Nach seiner Übersiedelung nach Köln arbeitete er als freischaffender Komponist in Studios in Salzburg, Gent, Graz, Bourges und Paris und hatte Aufführungen in Europa, USA und Lateinamerika. Nach Beendigung seiner musikalischen Karriere lebt Martin Fischer in Groß-Enzersdorf/NÖ und arbeitet als Unternehmer.

## Werke
- Repression. Institut für musikalische Grundlagenforschung, Salzburg 1975.
- Stets bereit. Institut für musikalische Grundlagenforschung, Salzburg 1975.
- Erst wollt ihr den Petersbrunnhof, dann Hellbrunn und schließlich gar Schloß Mirabell. IPEM, Gent 1976.
- Unter dem Pflasterstein (noch immer) liegt der Strand. IPEM, Gent 1977.
- Prolegomena. IPEM, Gent 1977.
- Chacoel – Musik für den frühen Abend. IEM, Graz 1980.
- Erwägung. Studio für Elektronische Musk der Musikhochschule Graz, 1984.
- Glücklich und Frei, für Sprecherin, Violine, Trompete, Posaune, E-Baß und Klavie. Wien 1980.
- Flattern, für Sprecherin, Violine, Trompete, Posaune, E-Baß und Klavier. Wien 1981.
- Keinen Triumph, für Sprecherin, Violine, Trompete, Posaune, E-Baß und Klavier. Wien 1981.
- Aufforderung das Laufen zu lernen, für Sprecherin, Violine, Trompete, Posaune und Klavier. Wien 1981.
- Erste Hilfe, für Sprecherin, Violine, Kontrbaß und Klavier. Wien 1981.
- Aus meinem fremden Land, Fragmente für Sprecherin und Kammerensemble. 1982/83. UA: Musikprotokoll Steirischer Herbst, Graz 1989.
- Nicht ein Wassertropfen fehlt dem Meer. IPEM, Gent 1984
- Warum sollte ich wohl? Ein Elektroakustisches Manifest gegen die Phallokratie. G.M.E.B., Bourges 1986.
- Pas rien. GRM, Paris 1988.

### Artikel
- Jüdische Kadenzen. Düsseldorf rekonstruiert die Schandausstellung "Entartete Musik". Profil, Wien 1988
- "Ich müßte eigentlich ein Manifest schreiben ..." Mit der Sommerzeit ging in Köln die 14. Internationale Computermusik-Konferenz zu Ende. taz, Berlin 1988.
- Selbst am Hochzeitstag in der Mailbox. Wie einst Pilze sprießen derzeit private Mailboxen und Computernetze aus deutschem Boden. taz, Berlin 1989.
- Links, Bits, Bytes. Konkret, Hamburg 1989.
- Die Taylorisierung der Büroarbeit. taz, Berlin 1990.
- Nur aus technischem Interesse. c’t, Hannover 1991.
- Über Wilhelm Zobl. MusikTexte, Köln 1991.
- Musik als Nebenprodukt. c’t, Hannover 1992.

## Diskografie
- Erst wollt ihr den Petersbrunnhof, dann Hellbrunn und schließlich gar Schloß Mirabell. SMI, Aargau 1977.
- Warum sollte ich wohl? arcana, Wien 1987.
- Unter dem Pflasterstein (noch immer) liegt der Strand. Cambridge (Massachusetts) 2006.